# Astrid Hede
Astrid Margareta Hede, född 1917 i Lund, död 2002 i Ystad, var en svensk målare, tecknare och grafiker. 
Hede studerade vid Hovedskous målarskola i Göteborg. Hon medverkade i ett flertal separatutställningar och samlingsutställningar i hela landet. Bland hennes offentliga arbeten märks en triptyk för Lyrfågelskolan i Trollhättan. Hon tilldelades Trollhättans kulturstipendium 1971 och Göta-Älvdalens stipendium 1984. Hennes konst består av interiörer, porträtt och landskap i ljusfyllda färger. Hede är representerad vid Malmö museum, Ystads konstmuseum, Vänersborgs museum, Hjörrings konstmuseum i Danmark och i ett flertal kommuner.